# 2001 QP297
2001 QP297, também escrito como 2001 QP297, é um objeto transnetuniano (TNO) que está localizado no cinturão de Kuiper, uma região do Sistema Solar. Ele é classificado como um cubewano. O mesmo possui uma magnitude absoluta de 6,6 e tem um diâmetro com cerca de 211 km.

## Descoberta
2001 QP297 foi descoberto no dia 19 de agosto de 2001 pelo astrônomo Marc W. Buie.

## Órbita
A órbita de 2001 QP297 tem uma excentricidade de 0,119 e possui um semieixo maior de 45,066 UA. O seu periélio leva o mesmo a uma distância de 39,683 UA em relação ao Sol e seu afélio a 50,448 UA.